# Alexandre de Bar
Alexandre de Bar, né le 14 juillet 1821 à Montreuil-sur-Mer et mort le 7 mai 1914 à Issy-les-Moulineaux, est un peintre, dessinateur et graveur français.

## Biographie

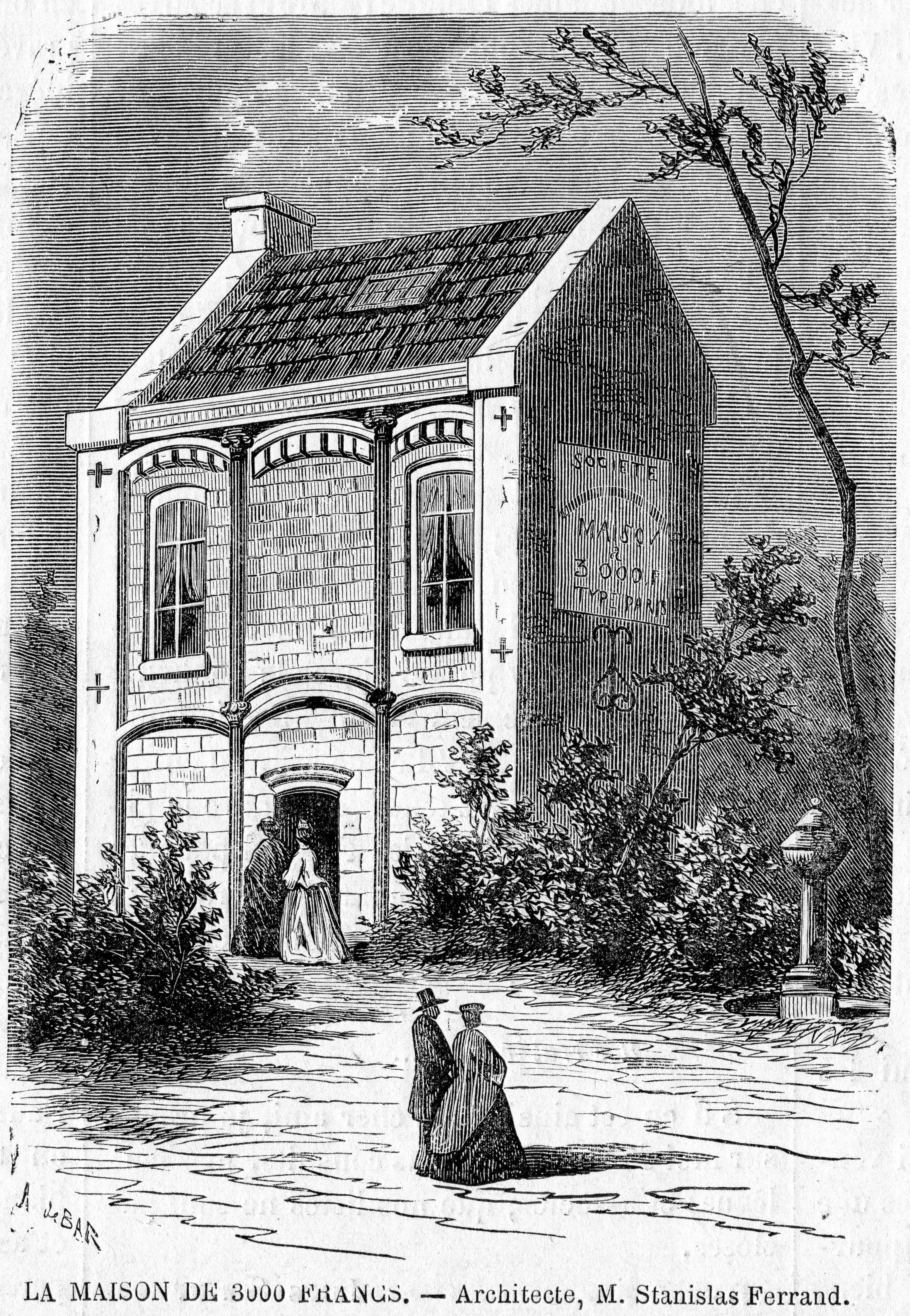
La maison de 3000 francs - Architecte M. Stanislas Ferrand par A. de Bar, illustration pour L'Exposition Universelle de 1867 illustrée (1867).

Pierre Alexandre Debar est le fils d'Aristide Debar (1794-1871), garde magasin des vivres de la guerre, et de Jeanne Agathe Vazzema.
Élève de Parcheminier, décorateur sur porcelaine, puis à partir de 1841, d'Alexis Daligé de Fontenay, il expose au Salon de 1845 à 1889.
En 1842, il abandonne la céramique pour ne plus faire que de la peinture.
En 1850, il épouse Hyacinthe Prudence Nicole, fleuriste.
En 1856, il est dessinateur pour l'expédition aux sources du Nil, commandée par l'explorateur Stanislas d'Escayrac de Lauture.
Il illustre par la suite les publications du Magasin pittoresque et du Tour du monde.
Veuf en 1865, il épouse en secondes noces, en 1872, Olga Henriette Daragon.
Plusieurs de ses gravures sont reprises dans L'Exposition Universelle de 1867 illustrée.
Il meurt à son domicile d'Issy-les-Moulineaux, à l'âge de 92 ans.

## Œuvres
L'œuvre d'Alexandre de Bar est très importante. Le catalogue de celles-ci figure au département des estampes de la Bibliothèque nationale.
Il occupe une place importante parmi les illustrateurs du Second empire.
Il a effectué des lithographies, des eaux-fortes, dont trois séries d'études et de paysages comportant 300 planches.
Son chef-d'œuvre demeure 16 planches illustrant Le lac d'Alphonse de Lamartine en 1860.
Il a illustré de nombreux livres, a également fourni de très nombreuses illustrations à diverses publications tels que le Musée des familles, le Magasin pittoresque...
Il s'est spécialisé dans la reproduction de paysages  ornés de quelques personnages , des sous-bois, des végétations diverses et variées.
Des ventes publiques de ses productions ont encore lieu au siècle dernier : Paris en 1943, Berne en 1979, Lokeren en 1995.

## Auteur
- 1859 : Dans la rue, pochade musicale en un acte, co-auteur : Léonce, musique d'Henri Caspers, théâtre des Bouffes-Parisiens (8 septembre)[9]
- 1866 : Une femme qui a perdu sa clef, opérette en un acte, co-auteur : Léonce, théâtre des Bouffes-Parisiens (21 octobre)